# Pierre Dezoteux de Cormatin
Pierre Dezoteux de Cormatin   (París, 23 de novembre de 1753 - Lió, 31 de juliol de 1812) fou un soldat francès que va participar en la Chouannerie.

## Biografia
El seu pare, Claude-Armand Dezoteux, va ser comissari de la guerra. S'havia casat amb Jeanne de la Félonnière, vídua del marquès de Lignage. El castell de Cormatin, del qual es va titular el baró, era propietat de Geneviève Verne, vídua d'Antoine Viard de Sercy, lloctinent general de la batllia de Mâcon, amb qui s'havia casat a París el 24 d'abril de 1784.

## Abans de la revolució
El 1772 es va allistar com a sotstinent al regiment de cavalleria reial-navarresa, preparant-se després per a la seva carrera diplomàtica, va realitzar entre 1776 i 1780 molts viatges a Gran Bretanya, Espanya, Portugal, el Marroc, les Províncies Unides, Polònia i Rússia. Allà va aprendre alemany, anglès, italià i espanyol.
El 1780 es va embarcar cap a Amèrica sota les ordres del general Rochambeau. Va exercir com a capità i ajudant de camp durant la guerra de la revolució nord-americana. Va participar en la batalla de Chesapeake i va participar en la captura de reductes a la batalla de Yorktown.
De tornada a França el 1784, es va casar amb la baronessa de Cormatin i, per tant, va prendre el títol de baró de Cormatin. Entre el 1784 i el 1788, va militar a l'estat major de l'exèrcit, va rebre el rang de major i la distinció de cavaller de Saint-Louis.

## Durant la Revolució Francesa
Cormatin és inicialment favorable a la Revolució Francesa i partidari de La Fayette, però acaba vinculant-se a François Claude de Bouillé que el nomena coronel. El 1790 es troba a Lorena amb el marquès de Bouillé, on es diu que va ajudar a suprimir els disturbis militars de Nancy d'agost de 1790. Nomenat coronel pel rei a principis de 1791, després tinent coronel a la guàrdia constitucional del rei.
Cormatin va emigrar a Anglaterra després de la caiguda de la Reialesa el 10 d'agost de 1792; tanmateix, no va ser ben rebut pels emigrats que li van retreure el seu passat revolucionari.
Després de l'execució de Lluís XVI el 21 de gener de 1793, va tornar a França el 1794 per parlar amb els chouans. El general Andigné, testimoni de les seves accions, va dir que tenia més aparença que substància, emocionat per les seves maniobres amb la desconfiança del seu partit sense desarmar els seus enemics. Va rebre les ordres de Joseph de Puisaye, que el va convertir en el seu lloctinent i el va nomenar mariscal del camp i major general dels exèrcits catòlics i reials de Bretanya, el 26 d'agost de 1794.
Després de la sortida de Puisaye cap a Anglaterra el setembre de 1794, com a part de la política de pacificació desitjada per la Convenció i dirigida pels generals Hoche (Exèrcit de les costes de Brest) i Canclaux (Exèrcit de l'Oest), Cormatin obre negociacions amb els republicans, però a part de Boishardy, no té la confiança de cap dels principals caps de Chouan, ni tan sols la d'Hoche.
Puisaye, en marxar a Anglaterra, havia posat l'autoritat a les seves mans; va aprofitar per signar en nom de tots els chouans de Bretanya, Normandia, Bas-Maine i Anjou, una suspensió d'armes que començaria el 3 de gener de 1795. Després se li va assignar la missió de tractar en nom de tot l'exèrcit catòlic i, proveït d'un salvo conducte, va començar a recórrer les províncies occidentals. Des de Laval, havia enviat el 2 de gener de 1795 una adreça als seus companys i amics que els instava a enviar-li la seva pertinença a Nantes.
Malgrat tot, les negociacions van donar lloc, doncs, al tractat de Mabilais (20 d'abril de 1795), però la pau només dura fins a 27 de maig i Cormatin és arrestat a Bollet pels republicans. Està tancat al castell de Ham. Es manté empresonat fins al 28 d'octubre de 1802.
Després de ser alliberat, va continuar sent vigilat per la policia imperial fins a la seva mort el 1812.